# Una atrevida aventurita
Una atrevida aventurita es una película de Argentina en blanco y negro dirigida por Carlos Hugo Christensen según el guion de Julio Porter sobre la obra de Paul Frank que se estrenó el 9 de junio de 1948 y que tuvo como protagonistas a Susana Freyre, Roberto Escalada y Felisa Mary. Fue filmada en Bariloche.

## Sinopsis
Los propietarios de un hotel ubicado en el Sur tratan de venderlo a un incauto. 

## Reparto
- Susana Freyre ... Victoria
- Roberto Escalada ... José Ramón González
- Tito Gómez ... Dr. Maneco
- Felisa Mary ... Doña Carolina Páez Gilbert vda. de Palma Garmendia
- Diego Martínez ... Magallanes
- Miguel Gómez Bao ... Alejandro Páez Gilbert
- Julio Renato ... Pesquisa principal
- Oscar Villa
- Beba Bidart ... Agatha
- Ángel Walk
- Marino Seré ... Ladrón
- Carlos Belluci ... Conserje ladrón
- Ernesto Villegas ... Pesquisa
- Miguel Coiro ... Cocinero
- Ramón J. Garay ... Taxista
- Ángel Boffa
- Max Citelli
- Marcelo Ruggero ... Gino Genni
- Semillita
- José Ruzzo

## Comentarios
Para La Razón en la película “Todo resulta falso, convencional de una vulgaridad desoladora” y Manrupe y Portela escriben que es una “comedia alocada que termina siendo desordenada y poco graciosa.”
Por su parte La Nación dijo :

”El acierto está en medir bien la tensión. El director demuestra una vez más su habilidad para poner en juego todos los resortes que le resultan gratos –el del ágil dinamismo, el de la gracia, el de los guiños picarescos…sin que ninguno de ellos llegue a descomponerse.”